# ابن خروف
أبو الحسن علي بن محمد بن علي بن خروف الإشبيلي المشهور بابن خروف أو ابن خروف النحوى (525-609هـ/1130-1212م) كان إماما في العربية محققا مدققا ماهرا، مشاركا في علم الأصول. من أساتذته أبو بكر بن طاهر الخدب.

## مؤلفاته
كتب شرحا لكتاب سيبويه جليل الفائدة، أهداه إلى حاكم الغرب فأعطاه ألف دينار، وكتب شرحا للجمل، وكتابا للفرائض. وكتب ردودا في علم النحو على أبو زيد السهيلي وعلى جماعة آخرين. قام بتعليم علم النحو العربي في عدة بلدان.